# 中村浩 (国文学者)
中村 浩（なかむら ひろし、1920年7月15日 - 1985年8月23日）は、日本の国文学者、歌人。
大阪市生まれ。本名・米島勉。父は書道家で大阪朝日新聞にも勤務した中村眉山（本名は平三）。父親が阪田の書の代筆をしていた関係で、晩年の阪田三吉と交流があり、のちにその思い出をもとに阪田の27回忌（1972年）に、それを記念した『実録王将伝』を執筆、のちに『棋神・阪田三吉』として刊行した。
國學院大學文学部国文学科卒。折口信夫、金田一京助に師事。戦後、関西大学、薫英学園で教職につき、その後、大阪府議会事務局、四天王寺女子大学、羽衣学園短期大学、辻調理師学校に勤務。

## 著書
- 『若き折口信夫』中央公論社 1972
- 『句碑のある風景』現代創造社 1976
- 『棋神・阪田三吉』講談社 1980、小学館文庫 2002
- 『十方化おおさか史 懐しき大正・昭和一けた』現代創造社 1981
- 『宵待草 中村浩短歌集』中村泉 1987
- 『父の残したもの 中村浩ファイルより』全3巻、吉本泉編 1991-97。昭和47年-60年

### 共著
- 『大阪の伝説』庄野英二共著 角川書店 日本の伝説 1976
- 『紀州の伝説』神坂次郎、松原右樹共著 角川書店 日本の伝説 1979